# Масный, Войтех
Войтех Масный (словац. Vojtech Masný; род. 8 июля 1938, Chynorany, Тренчинский край) — чехословацкий футболист, играл на позиции нападающего. Серебряный призёр Олимпийских игр (1964). Старший брат Мариана Масного.

## Биография

### Клубная карьера
Начал профессиональную карьеру в  «Дукле» из Пардубице. Основная карьера Масного прошла в клубе «Единство Тренчин», в котором суммарно за 12 сезонов сыграл 255 матчей и забил 71 гол. Масный был известен как техничный и быстрый нападающий, несмотря на своё хрупкое телосложение. Единственным высшим достижением, которого он добился с «Единством» стало вице-чемпионство в 1963 году.

### Карьера в сборной
В составе сборной Чехословакии Масный принимал участие на олимпийском футбольном турнире 1964 года, где был основным игроком и сыграл в 6 матчах и забил 2 гола в играх со сборными Южной Кореи (6:1). По итогам турнира сборная Чехословакии завоевала серебряные медали, проиграв в финале сборной Венгрии со счётом 1:2.